# The Runaway (film, 1924)
Pour les articles homonymes, voir The Runaway.
The Runaway est un court métrage d'animation américain de la série Out of the Inkwell, réalisé par Dave Fleischer et sorti en 1924.

## Fiche technique
- Titre : The Runaway
- Réalisateur : Dave Fleischer
- Pays d'origine :  États-Unis
- Genre : animation
- Durée : 7 minutes
- Date de sortie :
  - États-Unis : 25 juin 1924